# 徐建国 (驻格林纳达大使)
徐建国（1952年—），山东人，中华人民共和国外交官。

## 生平
1975年，从北京外国语学院英语系毕业，进入中共中央对外联络部工作，后赴英国伦敦经济学院学习。2010年10月，出任中华人民共和国驻格林纳达大使。10月27日，抵达格林纳达履新。29日，向格林纳达总督卡莱尔·格林递交国书。2013年3月，自驻格林纳达大使离任。

## 家庭
大使夫人为谭航萍。